# Jaime Sánchez
Pour les articles homonymes, voir Sánchez.
Jaime Sánchez, né le 19 décembre 1938 à Rincón à Porto Rico, est un acteur américain.

## Biographie

### Enfance
Jaime Sánchez (ou Jaime Sanchez), de son nom complet Jaime Luis Sánchez Rodríguez, nait à Rincón à Porto Rico en 1938. Son père s'appelle Julio Sánchez et sa mère María Rodríguez. Il est le troisième d'une famille de cinq enfants, et vit dans une famille aux revenus modestes. Son père tient une petite épicerie. À 14 ans, Jaime Sánchez commence à travailler comme acteur pour des stations locales de radio. Dans sa petite ville, il n'y a ni théâtre ni cinéma, mais il commence à jouer sur scène lorsqu'il part faire des études supérieures à Aguada, où l'un de ses professeurs l'encourage dans cette voie.

« J'ai voulu devenir acteur parce que je suis quelqu'un de timide. Les mots que vous êtes amené à dire ne sont pas les vôtres, donc je peux m'exprimer pleinement sans peur ni timidité. »

— Jaime Sánchez

### Carrière

#### West Side Story
À 18 ans, Jaime Sánchez emménage à New York. Il survit en travaillant dans des restaurants la nuit, et étudie le métier d'acteur en journée aux HB Studios à Greenwich Village, et avec Wynn Handman (en) à la Neighborhood Playhouse,. C'est en tant que serveur, à l'Hôtel Howard Johnson de la 49e rue, qu'il fait la connaissance de Larry Fuller, un chorégraphe, qui lui dit de se présenter à Harold Prince de sa part,. En effet celui-ci est à la recherche d'acteurs sachant chanter pour la comédie musicale qu'il est en train de monter. Jaime Sánchez est accompagné au piano par Fuller pendant son audition, et il est engagé deux jours plus tard. C'est ainsi qu'il commence à jouer en 1957, à Broadway, dans West Side Story. Il interprète pendant deux ans le rôle de Chino,, et son nom est parfois orthographié « Jamie Sánchez ».

#### Cinéma
Jaime Sánchez débute au cinéma en 1962 avec le film David et Lisa de Frank Perry. En 1964, il décroche le rôle de Jesus Ortiz dans Le Prêteur sur gages de Sidney Lumet, pour lequel il remporte le Screen World Award, et il est nommé aux Laurel Award catégorie « Nouveaux artistes masculins »,. Il garde un excellent souvenir de Rod Steiger qui lui a beaucoup appris. En 1965 il devient membre de l'Actors Studio, où il côtoie Marlon Brando, Paul Newman et Al Pacino. En 1967 il joue le rôle du soldat Colombo dans le film de guerre Le sable était rouge de Cornel Wilde. En 1969, il interprète le jeune bandit Mexicain Angel dans La Horde sauvage de Sam Peckinpah. Il est très impressionné par le feu qui anime le réalisateur, et qui l'oblige à se surpasser :

« Sam inspirait les acteurs sans parler durement ; il les incitait à donner leur vie pour lui. J'ai pensé qu'il y avait quelque chose de très spécial, dès le premier jour, quand nous avons commencé à répéter avec cet homme. Je ne le connaissais pas, je ne connaissais personne à Hollywood. J'ai réalisé que cet homme allait faire quelque chose d'incroyable, parce que vous pouvez sentir quand quelqu'un est immense. Il y a une intensité que vous sentez dans les gens comme lui, comme Elia Kazan. Ils ont un feu que vous pouvez voir dans leur visage quand ils vous parlent, ce sont des gens presque effrayants. Sam était une source d'inspiration pour chacun de nous ; nous avons tous travaillé comme si c'était le film de tous les temps. Il ne vous laissait jamais réellement savoir si vous étiez bien, pour obtenir de vous encore davantage, pour que vous soyez sur le fil : « Est-ce que j'étais bon ? Est-ce que je n'étais vraiment pas bon ? » Sam donnait à tout le monde le sentiment que vous deviez jouer le tout pour le tout. Ne pas y aller sans jouer le tout pour le tout était un acte de déshonneur. »

— Jaime Sánchez
Malgré le succès international du film, et alors que sa performance est saluée, plus aucun rôle important ne lui est proposé au cinéma par la suite.
Jaime Sánchez est un proche d'Al Pacino, avec lequel il a débuté à Broadway. Il apparait d'ailleurs dans plusieurs de ses films, dans des petits rôles : Serpico, Bobby Deerfield et L'Impasse. Il joue son propre rôle dans le documentaire d'Al Pacino autour de la pièce Richard III de Shakespeare (Looking for Richard), où on le voit en train de feuilleter un livre de la pièce. Les deux acteurs avaient joué ensemble Richard III au théâtre en 1979.
Il joue aux côtés de son compatriote Raúl Juliá en 1986 dans Deux millions de dollars aux Caraïbes (Florida Straits).
En 2001 il interprète le rôle du père de Miguel Piñero dans le film biographique Piñero de Leon Ichaso. Il connaissait Miguel Piñero, disparu en 1988, depuis longtemps, et avait mis en scène une de ses pièces de théâtre. Miguel Piñero avait aussi écrit l'épisode de Deux flics à Miami (« Il n'y a pas de sot métier ») dans lequel apparait Jaime Sánchez.

#### Télévision
De 1970 à 1971, il interprète le personnage de Miguel dans la deuxième saison de Sesame Street. C'est la première fois qu'un personnage, et donc un acteur latino, apparaissait dans la série,. Il apparait aussi, le temps d'un épisode, dans de nombreuses séries télévisées : Le Fugitif, Bonanza, Kojak, Deux flics à Miami...

#### Théâtre
Le théâtre est aussi sa passion. Après West Side Story, il enchaîne les rôles à Broadway. En 1963, il joue dans la pièce Oh Dad, Poor Dad, Mama's Hung You in the Closet et I'm Feeling so Sad. En 1979, il joue dans Richard III et interprète le rôle de Marc Antoine dans la production de Joseph Papp Julius Caesar. Il continue à se produire sur scène. En 2014 il retrouve les membres originaux de West Side Story, 57 ans plus tard, au Westside Theatre à New York.

### Engagements et reconnaissance
Il joue souvent le rôle du « latino de service » et adhère à la Hispanic Organization of Latin Actors (en) (HOLA), qui se bat pour la représentation des hispaniques à l'écran, car il raconte que plusieurs rôles, destinés au départ à un acteur latino, lui ont échappé au profit d'acteurs ne l'étant pas.  Il a également voulu rester près de ses racines, et joue en espagnol pour des metteurs en scène indépendants, dans des films comme Heroína, La Palomilla ou Arocho y Clemente. Il regrette néanmoins que son patronyme le cantonne à l'écran à des stéréotypes, qu'il essaye de briser en interprétant par exemple Shakespeare au théâtre. Si certains critiques lui reprochent son accent hispanique, , d'autres applaudissent sa performance, en particulier dans Julius Caesar.
En 2002, la HOLA lui donne un prix pour l'ensemble de sa carrière.

### Vie privée
Il habite New York car cette ville lui donne l'impression d'être près de Porto Rico. Il en aime aussi la vie culturelle. Il se rend régulièrement à Rincón, où réside toute sa famille.

## Filmographie

### Acteur

#### Cinéma
- 1962 : David et Lisa de Franck Perry : Carlos
- 1965 : Le Prêteur sur gages de Sidney Lumet : Jesus Ortiz
- 1965 : Heroina de Jeronimo Mitchell Melendez : Chico[22]
- 1966 : El escuadrón del pánico (aussi appelé Nuestro Regimiento[23]) de Manuel Mur Oti[24]
- 1967 : Le sable était rouge de Cornel Wilde : Colombo
- 1969 : La Horde Sauvage  de Sam Peckinpah : Angel
- 1970 : Arocho y Clemente de Miguel Ángel Álvarez : Arocho[25]
- 1971 : La Palomilla de Efrain Lopez Neris
- 1973 : Serpico de Sidney Lumet : figurant policier
- 1976 : Meurtre pour un homme seul (The Next Man) de Richard C. Sarafian : Le chef de la sécurité à New York[26]
- 1977 : Bobby Deerfield de Sydney Pollack : Delveccio
- 1980 : On the Nickel de Ralph Waite : Joe
- 1985 : Big Trouble de John Cassavetes : le chef des terroristes
- 1985 : Invasion USA de Joseph Zito : Castillo
- 1986 : Deux millions de dollars aux Caraïbes (Florida Straits) de Mike Hodges : Innocente
- 1992 : Bad Lieutenant d'Abel Ferrara : un curé
- 1992 : In the Soup  d'Alexandre Rockwell : l'oncle Theo
- 1993 : L'Impasse de Brian De Palma : Rudy le serveur
- 1995 : Fear of Man (court métrage) de William Nunez : le chef de patrouille
- 1996 : Looking for Richard d'Al Pacino : lui-même
- 1998 : The City (La Ciudad) de David Riker : le directeur du magasin de vêtements
- 2002 : Piñero de Leon Ichaso : le père de Miguel
- 2005 : The Krutch (court métrage) de Judith R. Escalona : Dr. Guzman
- 2007 : 3 Americas de Cristina Kotz Cornejo : Henry
- 2011 : The King Hector Lavoe de Antony Felton : Hector Maisonave
- 2011 : Diega! de James Aviles Martin : Guillermo Diego
- sortie à venir : An Artist's Emblem de Michael J. Narvaez : Paco l'activiste

#### Télévision
- 1965 : For the People, saison 1 épisode 3 : The Influence of Fear : lui-même[27]
- 1966 : Le Fugitif, saison 4 épisode 1 : La Dernière Oasis (The Last Oasis) : Sam, crédité « Jamie Sanchez »
- 1966 : THE Cat, saison 1 épisode 6 : None to weep, none to Mourn : Josef
- 1966 : Brigade Criminelle, saison 1 épisode 8 : Death of a Dream : Chooch
- 1967 : Wings of Fire (téléfilm) de David Lowell Rich : Luis Passos
- 1968 : NYPD, saison 1 épisode 22 : Macho : Guijon Flores
- 1970 : The Name of the Game, saison 3 épisode 4 : Battle at Gannon's Bridge : Pinto
- 1970 : Bonanza, saison 12 épisode 10 : Le Chef (El Jefe) : Ramon Cardenas
- 1970-1971 : Sesame Street, saison 2 : Miguel
- 1974 : Kojak, saison 2 épisode 10 : Un souvenir d'Atlantic City (A Souvenir from Atlantic City) : Paolo Olivarez
- 1976 : Kojak, saison 4 épisode 6 : Une sale affaire (An Unfair Trade) : Thomas Serio
- 1978 : Police Story, saison 5 épisode 3 : River of Promises : Lopez
- 1985 : Deux Flics à Miami, saison 1 épisode 15 : Y'a pas de sot métier (Smuggler's Blues) : Grocero, crédité « Jaime L. Sanchez »
- 1986 : American Playhouse, saison 5 épisode 10 : The House of Ramon Iglesia : Ramon Iglesia
- 1986 : Spenser, saison 1 épisode 17 : In a Safe Place : José Perez
- 1986 : Equalizer, saison 2 épisode 1 : Prélude (Prelude) : un inconnu
- 1992 : New York, police judiciaire, saison 3 épisode 8 : Le Prince des ténèbres (Prince of Darkness) : Mr. Cristobal
- 1995 : L'Impasse : De la rue au pouvoir (Carlito's Way: Rise to Power) (téléfilm) de Michael Bregman : Eddie le barman

### Assistant réalisateur
- 1977 : Natas es Satan de Miguel Ángel Álvarez « El Men »

## Théâtre

### Comédien
- 1962 : Oh Dad, Poor Dad, Mamma's Hung You in the Closet and I'm Feelin' So Sad : Bellboy[28]
- 1964 : Othello de William Shakespeare : Clown
- 1964 : The Slave/The Toilet de LeRoi Jones : Karolis (1965 Theatre World Award pour "Jamie" Sanchez)[29]
- 1965 : Theatre 1965 New Playwrights Series: Second Program : Jesus
- 1974 : The Tempest de William Shakespeare : Caliban
- 1974 : The Merry Wives of Windsor de Joseph Papp : Pistol
- 1979 : Julius Caesar de William Shakespeare : Marc Antony
- 1979 : Richard III de William Shakespeare : Ratcliffe (avec Al Pacino dans le rôle-titre)[10]
- 1980 : Coriolanus : Titus Lartius
- 1987 : Électre de Sophocle : Aegisthus[30]
- 1988 : Domino de Robert Litz : Nueva[31]
- 1988 : The Promise de Jose Rivera[32]
- 1990 : Our Town de Thornton Wilder : Dr Gibb[19]
- 1994 : Written and sealed de Isaac Chocron[33]
- 1998 : La Playa Vacia (The Empty Beach) de Jaime Salom : Don[34],[35]
- 1999 : Barefoot Boy with Shoes On de Edwin Sanchez : grandfather Buelo[36]
- 2000 : King Lear de William Shakespeare : Lear[37]
- 2003 : Sacrifice to Eros de Frederick Timm : Papa Westfield[38]
- 2005 : Havana Bourgeois de Carlos Macámara : Luis Soria[39]

### Metteur en scène
- 1972 : Pipo Subway no Sabe Reir (Pipo Subway Can't Laugh) de Jaime Carrero[40]
- 1979 : The Sun Always Shine for the Cool de Miguel Piñero[41]

## Comédies musicales
- 1957 : West Side Story de Leonard Bernstein: Chino
- 1973 : The Karl Marx Play de Mel Shapiro[42]

## Distinctions
- 1964 : Screen World Award pour Le Prêteur sur gages[3]
- 1965 : Most Promising Actor of the Season Award[3]
- 1965 : Clarence Derwent Award[3] pour Conerico Was Here to Stay
- 1965 : Theatre World Awards pour The Toilet et Conerico Was Here to Stay[43],[44]
- 1966 : 12e place pour le Golden Laurel aux Laurel Awards dans la catégorie des nouveaux artistes masculins[45]
- 2002 : HOLA Lifetime Achievement Award

## Doublage français
- Gérard Hernandez
  - La Horde sauvage

### Citations originales
1. ↑  Jaime Sánchez : « I wanted to be an actor because I am a shy person. The words you are asked to say are not your own, so I can express myself fully without fear or shyness. » Garcia Berumen 2014
2. ↑  Jaime Sánchez : « Sam inspired the actors without saying hardly anything; he inspired them to give their lives for him. I thought there was something very special the first day we start rehearsing with this man. I didn't know the man, I didn't know anybody in Hollywood. I realized this guy is doing to do something incredible, because you can sense when someone is great. There is an intensity that you see in people like him, like Elia Kazan. They have a fire and you see it in their face when they talk to you, they're almost scary people. Sam instilled an inspiration in all of us; we were all working on this as if it was the movie of all times. He wouldn't really let you know that you're doing well, to make you do more, to keep you on that edge: 'Am I doing good? Am I not doing very good?' Sam made everybody feel that you go for broke. Not to go for broke was an act of dishonor. » Weddle 1994, p. 327-328
3. ↑  « The part called for a young Hispanic male. But Sanchez lost out to a non-Latino actor, an event he remembers as "depressing." So who got the part? "Peter Fonda," says Sanchez. "It wasn't the only time in my career that I lost a role like that to an actor who wasn't Latino," adds Sanchez. "Whether it happens to me or others like me, it's always a slap in the face. » (en) « Cast of Thousands in the Wing », sur NY Daily News (consulté le 19 septembre 2014).